# Dioctria rufa
Dioctria rufa är en tvåvingeart som beskrevs av Gabriel Strobl 1906. Dioctria rufa ingår i släktet Dioctria och familjen rovflugor. Inga underarter finns listade i Catalogue of Life.